# Себа, Сулейман
Сулейман Себа (абх. Сулиман Цыба, тур. Süleyman Seba; 5 апреля 1926, Хендек — 13 августа 2014, Стамбул) — турецкий футболист.

## Биография
Родился в семье абхазских мухаджиров.
Выступал за клуб «Бешикташ», провёл один матч за сборную Турции.
С 1984 по 2000 — президент футбольного клуба «Бешикташ».
За время президентства Сулеймана «Бешикташ» выиграл 5 раз чемпионат Турции и 4 раза Кубок Турции, добился лучшего за всю историю результата — выхода в четвертьфинал Кубка чемпионов 1986/87.